# The Girl in the Web

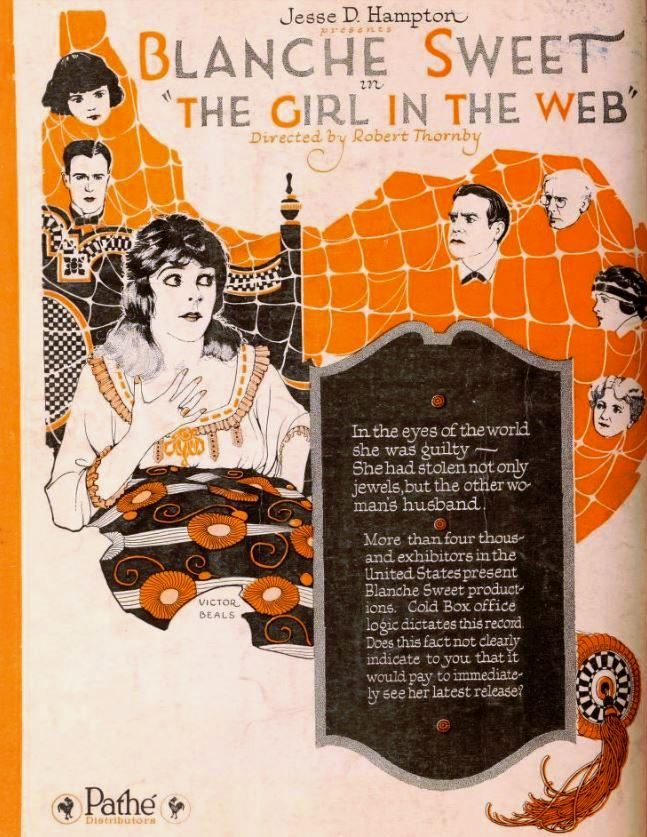
Annonce pour le film dans Exhibitors Herald.

The Girl in the Web est un film américain réalisé par Robert Thornby, sorti en 1920.

## Synopsis
Un détective enquêtant sur un vol soupçonne Esther Maitland d'avoir volé le contenu du coffre-fort de Mme Janney, pour qui elle travaille. Lorsque le petit-fils de Mme Janney est kidnappé, elle est également soupçonnée. Seul son voisin Dick Ferguson croit en son innocence.

## Fiche technique
- Réalisation : Robert Thornby

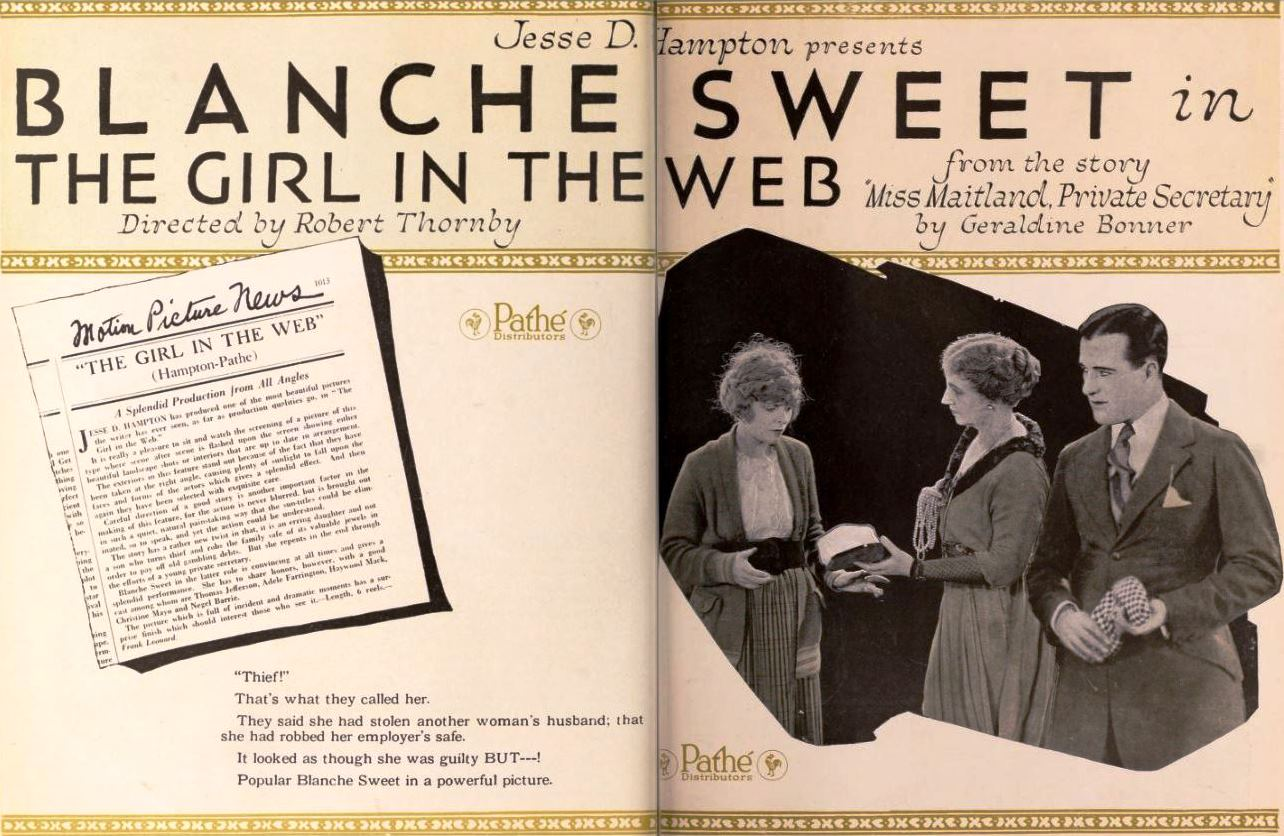
Autre annonce pour le film dans Exhibitors Herald.

- Scénario : Waldemar Young d'après Miss Maitland, Private Secretary de Geraldine Bonner
- Producteur : Jesse D. Hampton
- Photographie : Charles E. Kaufman
- Genre : Comédie dramatique[2]
- Production : Jesse D. Hampton Productions
- Distributeur : Pathé Exchange
- Durée : 6 bobines
- Date de sortie : 5 août 1920

## Distribution
- Blanche Sweet : Esther Maitland
- Nigel Barrie : Dick Ferguson

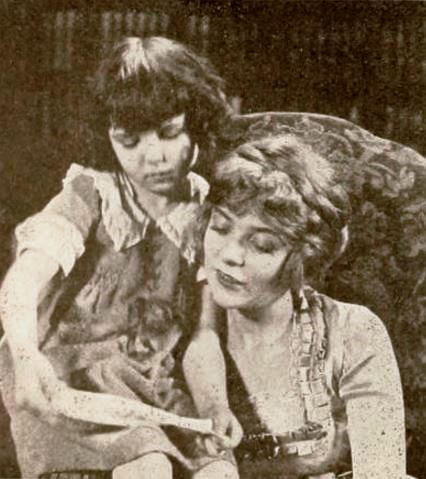
Blanche Sweet et Peaches Jackson dans une scène du film.

- Thomas Jefferson : Samuel Van Zile Janney
- Adele Farrington : Mrs. Janney
- Hayward Mack : Chapman Price
- Christine Mayo : Mrs. Price
- Peaches Jackson : Bebita